# Giovanni Cornaro (kardynał)
Giovanni Cornaro (ur. 30 czerwca 1720 w Wenecji, zm. 29 marca 1789 w Rzymie) – włoski kardynał.

## Życiorys
Urodził się 30 czerwca 1720 roku w Wenecji, jako syn Niccola Cornaro i Alby Giustiniani. W młodości został protonotariuszem apostolskim, referendarzem Trybunału Obojga Sygnatur i audytorem Roty Rzymskiej. 1 czerwca 1778 roku został kreowany kardynałem diakonem i otrzymał diakonię San Cesareo in Palatio. 27 lutego 1779 roku przyjął święcenia kapłańskie. Zmarł 29 marca 1789 roku w Rzymie.